# Comté de Platte (Nebraska)
Pour les articles homonymes, voir Platte.
Le comté de Platte est un comté de l'État du Nebraska, aux États-Unis. Son siège est la ville de Columbus.

## Photos

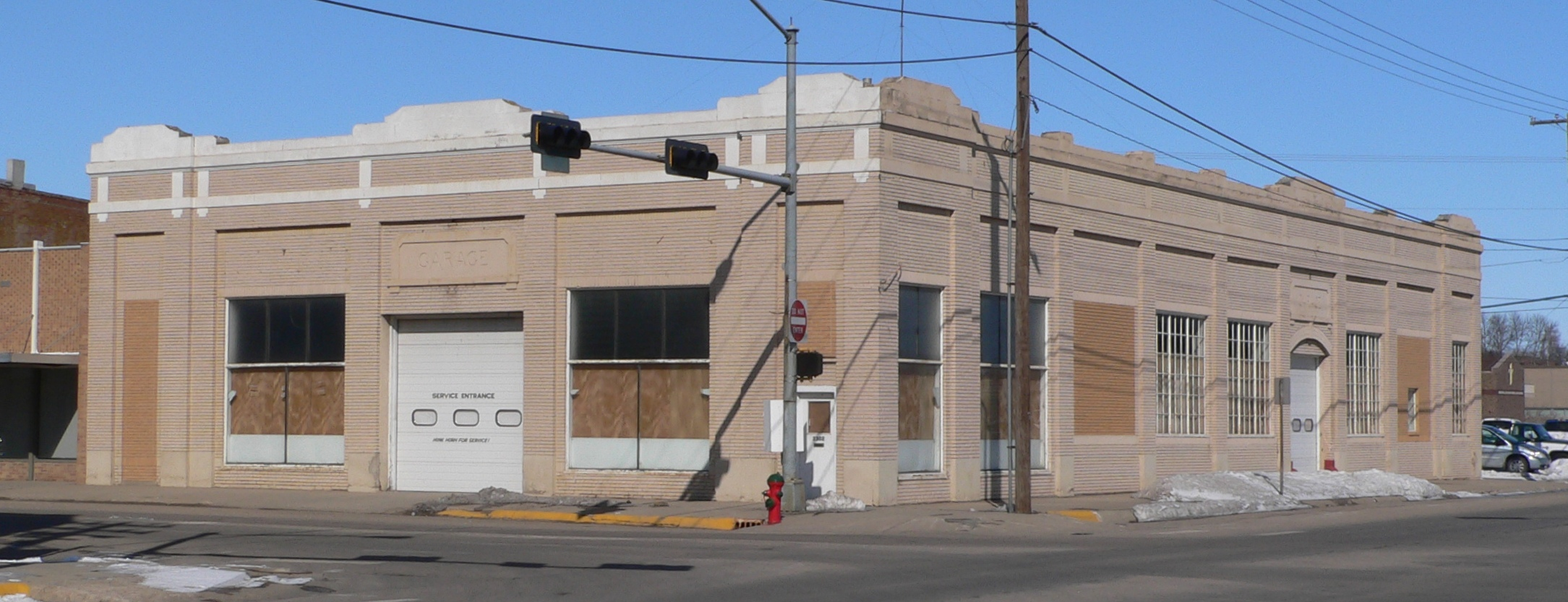
Le Lincoln Highway Garage à Columbus.
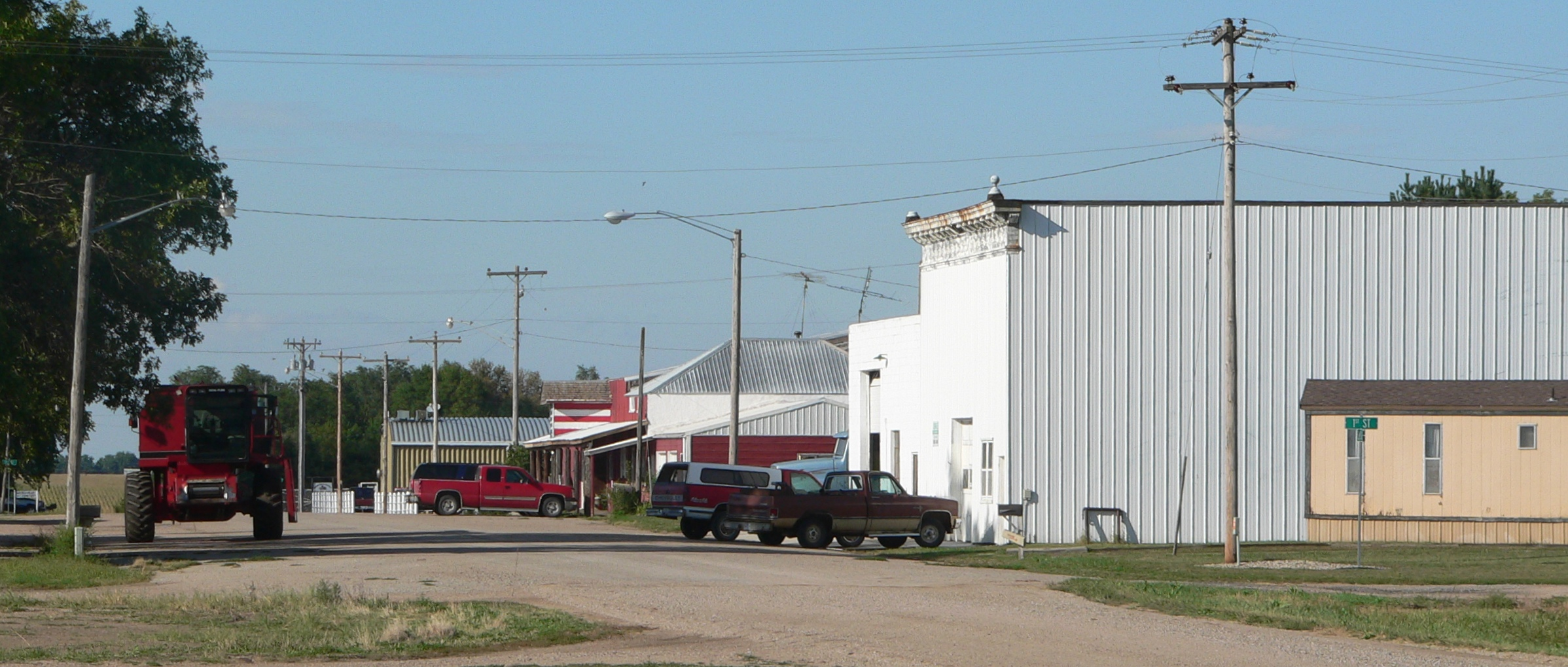
Elm Street, à Cornlea.
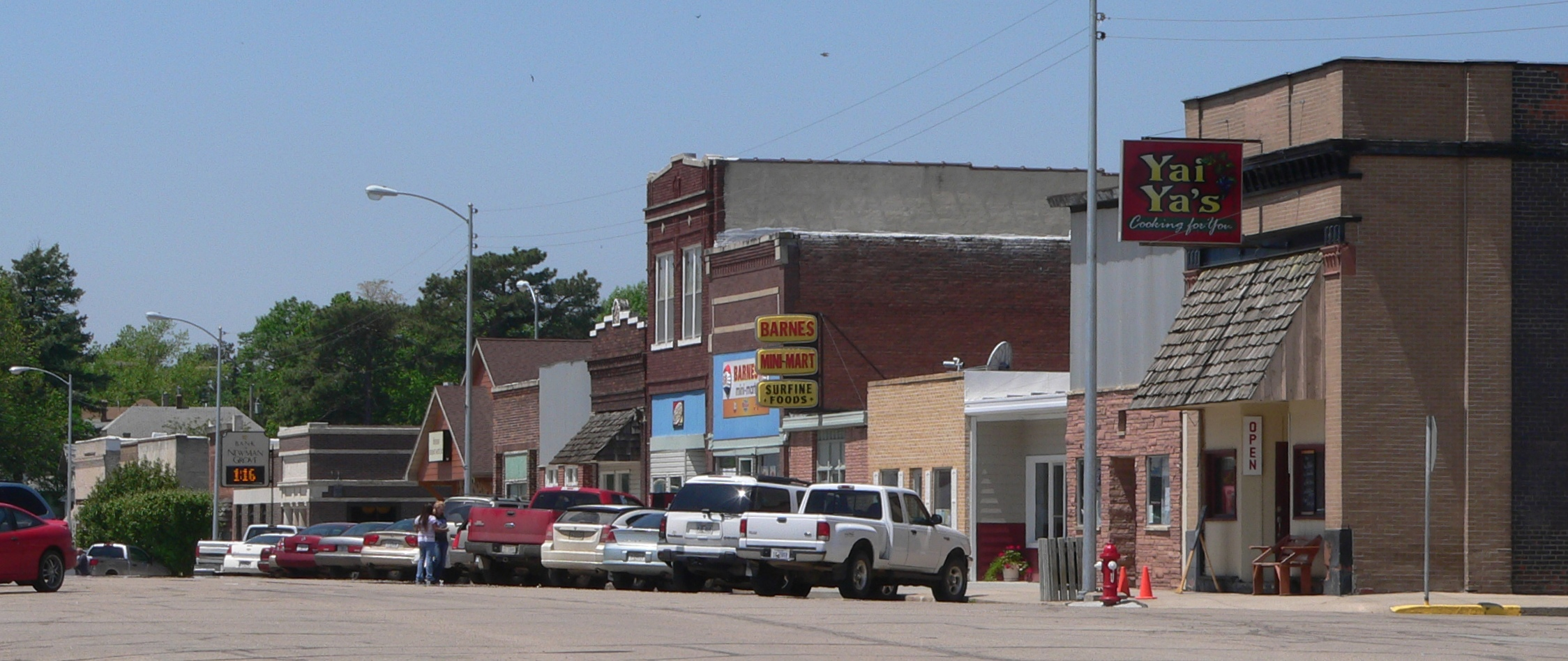
Centre-ville de Newman Grove.
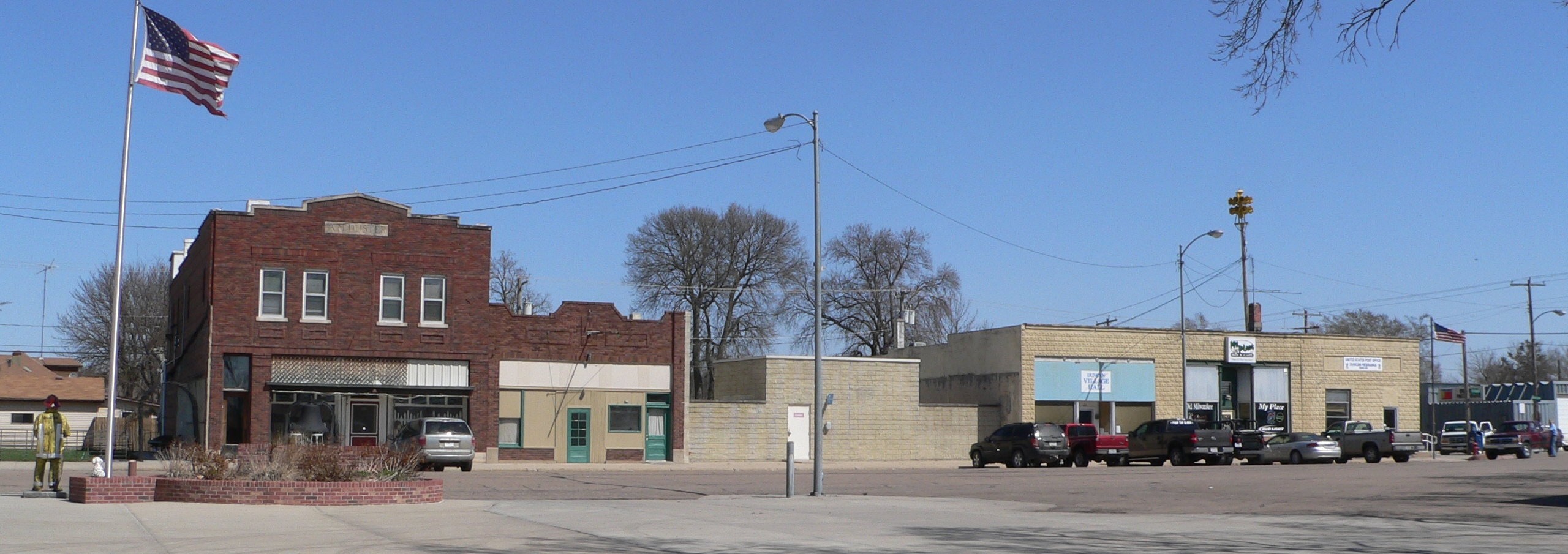
Centre-ville de Duncan.